# Sacrifice (2025)
Sacrifice (2025) foi um evento de luta livre profissional produzido pela Total Nonstop Action Wrestling. O evento aconteceu em 14 de março de 2025, no El Paso County Coliseum em El Paso, Texas, e foi transmitido pelo TNA+. Foi o 16º evento na cronologia do Sacrifice. Lutadores da marca NXT da WWE, com a qual a TNA tem uma parceria, também estiveram presentes no evento.
Dez lutas foram disputadas no evento, incluindo uma no pré-show Countdown to Sacrifice. No evento principal, Joe Hendry, Matt Hardy, Elijah, Leon Slater e Nic Nemeth derrotaram The System (Eddie Edwards, Brian Myers e JDC) e The Colons (Eddie Colón e Orlando Colón) em uma luta de quintetos em uma jaula de aço. Em outras lutas importantes, Moose derrotou Jeff Hardy em uma luta de escadas para reter o Campeonato da X Division" da TNA, Masha Slamovich derrotou a lutadora do NXT, Cora Jade, para reter o Campeonato Mundial das Knockouts da TNA, e Ash by Elegance, Heather by Elegance e The Personal Concierge derrotaram Spitfire (Dani Luna e Jody Threat) em uma luta handicap 2-contra-3 para conquistar o Campeonato Mundial de Duplas das Knockouts da TNA. O evento foi notável pela aparição das lutadoras do NXT Lash Legend e Jakara Jackson do Meta-Four.

## Produção

### Introdução

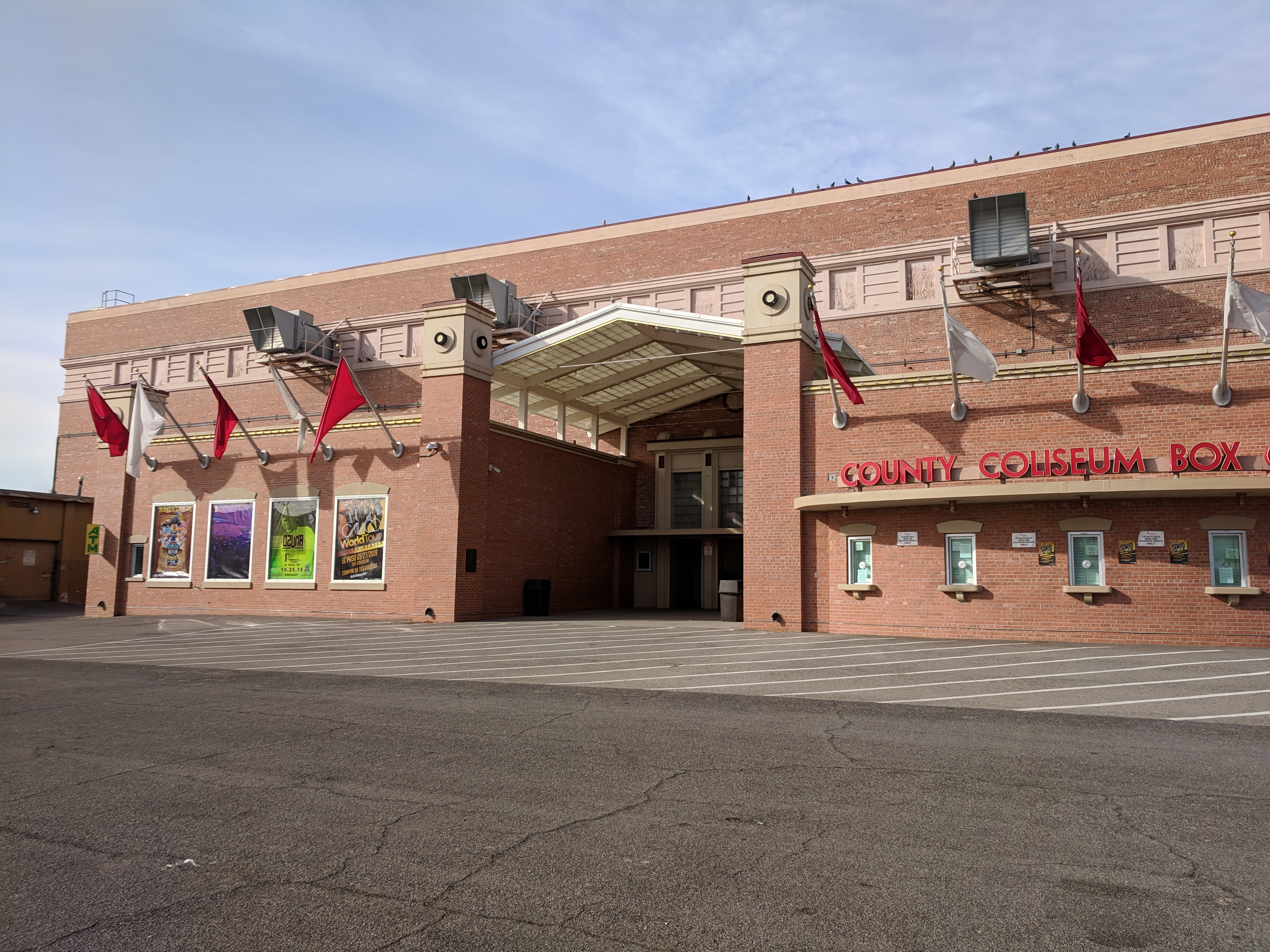
O evento foi realizado no El Paso County Coliseum, em El Paso, Texas.

Sacrifice foi um evento anual pay-per-view (PPV) de luta livre profissional produzido pela Total Nonstop Action Wrestling, que foi realizado pela primeira vez em agosto de 2005. O calendário de PPVs da promoção foi reduzido para quatro eventos trimestrais em 2013, resultando no cancelamento do Sacrifice. O evento retornaria em 2014 e novamente em 2016, sendo este último uma edição especial do Impact!. O Sacrifice foi revivido em 2020 como um evento mensal especial para o Impact Plus.
Em 4 de dezembro de 2024, a TNA anunciou que o Sacrifice ocorreria na sexta-feira, 14 de março de 2025, e seria realizado no El Paso County Coliseum em El Paso, Texas.

### Histórias
O evento incluiu lutas que resultaram de histórias com script, onde os lutadores retrataram heróis, vilões ou personagens menos distinguíveis em eventos que criaram tensão e culminaram em uma luta ou série de lutas.
Em 19 de janeiro, no Genesis, após a campeã mundial das Knockouts, Masha Slamovich, reter seu título ao derrotar Rosemary em uma luta Clockwork Orange House of Fun, ela foi confrontada por Cora Jade, do NXT. No episódio de 20 de fevereiro do TNA Impact!, Jade atacou Slamovich. Mais tarde naquela noite, foi anunciado que Slamovich defenderia seu título contra Jade no Sacrifice.
Em julho de 2024, The Rascalz (Trey Miguel e Zachary Wentz) tiveram uma breve reunião com Wes Lee, do NXT (um ex-membro cofundador da equipe que já lutou na TNA como Dezmond Xavier), após Lee se virar contra The Rascalz um mês depois. No episódio de 23 de janeiro do TNA Impact!, Lee e seus novos aliados Tyriek Igwe e Tyson Dupont custaram a The Rascalz a luta pelo título contra os campeões de duplas do NXT, Nathan Frazer e Axiom. Nos episódios de 30 de janeiro e 6 de fevereiro do Impact!, The Rascalz apareceram para salvar Ace Austin de Lee, Igwe e Dupont após as lutas de Austin contra Lee e Dupont, respectivamente, e Austin se juntou a The Rascalz na sua rivalidade contra Lee. Duas semanas depois, após The Rascalz derrotarem Igwe e Dupont, Lee desafiou The Rascalz e Austin para uma luta de trios no Sacrifice.
Por várias semanas, Sami Callihan e o então campeão de mídia digital da TNA, PCO, foram zombados com vinhetas exibindo o número "23". Essa história culminaria no episódio de 23 de janeiro de 2025 do TNA Impact!, onde Steph De Lander, que havia retornado à empresa após uma cirurgia no pescoço em setembro, foi revelada como a responsável pelas vinhetas. Ela também apareceu segurando o cinturão do Campeonato de Mídia Digital da TNA, alegando tê-lo ganho em seu "divórcio" com o marido da tela, PCO (na vida real, PCO deixou a TNA e o título foi transferido para De Lander). De Lander então trouxe seu noivo na vida real, Mance Warner, para atacar Callihan por trás. Ao longo do mês seguinte, Callihan e Warner lutaram frequentemente pelos bastidores das arenas, com a maioria das lutas terminando com De Lander distraindo Callihan o suficiente para Warner se recuperar. Os dois homens se enfrentariam em uma luta em 27 de fevereiro, mas ela terminou rapidamente em desqualificação quando Callihan atingiu Warner com uma cadeira. Os dois continuaram a brigar até serem separados pela segurança, momento em que Santino Marella anunciou uma revanche entre eles no Sacrifice, em uma street fight.
No episódio de 20 de fevereiro do TNA Impact!, o campeão mundial da TNA, Joe Hendry, realizou um concerto no ringue, mas foi interrompido pela estreia dos Colóns (Eddie Colón e Orlando Colón). Os dois estavam prestes a atacar Hendry, mas foram interrompidos por Elijah (antigo Elias da WWE), que também fez sua estreia. Isso levou a uma luta de duplas no evento principal, onde Hendry e Elijah derrotaram os Colóns. Na semana seguinte, The System (campeão da X Division da TNA, Moose, Brian Myers, Eddie Edwards, JDC e Alisha Edwards) abriu o show, com Myers expressando interesse em trazer os Colóns para o grupo. Eddie e Orlando depois apareceram para confirmar que haviam se juntado ao The System. No evento principal do show, o trio de The System, Moose, Myers e Edwards, derrotou os campeões mundiais de duplas da TNA, The Hardys (Matt Hardy e Jeff Hardy), e o campeão da NXT, Oba Femi, após breve interferência dos Colóns. The System e os Colóns continuaram a atacar os Hardys e Femi até que Hendry e Elijah apareceram e os expulsaram. Santino Marella apareceu para anunciar uma luta de quintetos para o Sacrifice, onde Matt e Hendry escolheriam três parceiros para enfrentar os Colóns e The System (Myers, Edwards e JDC). Nas redes sociais da TNA, Matt e Hendry nomearam Elijah como seu primeiro parceiro. Na semana seguinte, The Hardys derrotaram The Colóns em uma luta sem o título em jogo, embora por desqualificação devido à interferência de The System. Hendry, Elijah e Leon Slater correram para ajudar The Hardys, enquanto Marella transformava a luta de 10 homens no Sacrifice em uma luta dentro de uma jaula de aço. Slater foi posteriormente nomeado para o time de Hendry na mesma hora. Na semana seguinte, Edwards derrotou Slater para garantir a vantagem de número de homens para os Colons e The System na luta, com Nic Nemeth sendo nomeado como o último membro do time de Hendry pouco depois.
No episódio de 23 de janeiro do TNA Impact!, os campeões mundiais de duplas da TNA, The Hardys (Matt Hardy e Jeff Hardy), derrotaram The System (campeão da X Division da TNA, Moose e JDC) em uma luta sem o título em jogo, com Jeff fazendo o pinfall em Moose para garantir a vitória. Duas semanas depois, The Hardys se uniram a Leon Slater para derrotar The System (Moose, JDC e Edwards) em uma luta de trios, com Jeff novamente fazendo o pin em Moose para vencer. No episódio de 27 de fevereiro do TNA Impact!, The Hardys e The System se enfrentaram novamente em uma luta de trios, com Moose, Myers e Edwards derrotando The Hardys e Oba Femi; Moose ganhou ao fazer o pin em Matt. Após uma breve briga entre The System, The Colóns, The Hardys, Femi, Joe Hendry e Elijah, Santino Marella apareceu na rampa de entrada para acalmar a situação. Ele então anunciou que, devido às duas vitórias por pinfall de Jeff sobre Moose, Jeff desafiaria Moose pelo Campeonato da X Division da TNA no Sacrifice, em uma luta de escadas.
No TNA Impact! de 20 de fevereiro, em um segmento nos bastidores, Tessa Blanchard tentou fazer um exame médico com a equipe médica da TNA. No entanto, para desgosto de Blanchard, o médico estava atendendo Léi Ying Lee, que havia sido atingida com névoa verde por Rosemary após sua luta. Uma Blanchard furiosa saiu do local, declarando que não lutaria no show daquela noite. Ela foi eventualmente forçada a lutar na semana seguinte por Santino Marella, sob a ameaça de ser demitida, onde obteve uma vitória rápida. Quando Blanchard voltou para os bastidores, foi confrontada por Lee, que estava cansada das constantes críticas de Blanchard à divisão das Knockouts. Marella interrompeu a discussão que se seguiu e marcou uma luta entre as duas mulheres para o Sacrifice.
No TNA Impact! de 23 de janeiro, Mike Santana fez um promo no ringue sobre como ele agora era o novo padrão da TNA e reafirmou seu objetivo de conquistar o Campeonato Mundial da TNA. No entanto, imediatamente após, Santana foi ofuscado pelo retorno de Mustafa Ali, que anunciou não apenas sua assinatura com a TNA, mas também o lançamento de uma "campanha" para se tornar campeão mundial da TNA. Ali mais tarde formou um gabinete com The Good Hands (John Skyler e Jason Hotch), que foi posteriormente renomeado para "The Great Hands", e Tasha Steelz como chefe de segurança e secretária de imprensa, respectivamente. Em 13 de fevereiro, Ali realizou uma reunião comunitária com o vestiário para se nomear o próximo desafiante ao Campeonato Mundial da TNA, mas foi interrompido por Tommy Dreamer, que nomeou Santana para a posição. Isso levou Ali a lançar uma campanha difamatória contra Santana para se tornar o próximo desafiante. Na semana seguinte, Santana foi visto em uma reunião de Alcoólicos Anônimos, referindo-se à sua reabilitação da alcoólatra na vida real, quando Ali invadiu o local para fazer um discurso emocionante aos presentes. No entanto, quando estava prestes a sair, Ali sussurrou para Santana: "As coisas podem mudar, Mike. Mas pessoas como você não." Na semana seguinte, após a vitória de Santana sobre Oro Mensah da NXT, um comercial difamatório do gabinete de Ali foi exibido, acusando Santana de ter recaído secretamente no abuso de álcool. Em 3 de março, a TNA anunciou em seu site que Santana e Ali se enfrentariam um a um no Sacrifice.
No Genesis, Spitfire (Dani Luna e Jody Threat) reteve o Campeonato Mundial de Duplas das Knockouts da TNA contra Ash by Elegance e Heather by Elegance, apesar da interferência do manager da última equipe, The Personal Concierge. Após Ash, Heather e The Personal Concierge reclamarem para Santino Marella que a mulher ilegal foi a que foi imobilizada na luta, Spitfire concordou com uma revanche, com a estipulação adicional de que as perdedoras se tornariam as concierges pessoais das vencedoras por 24 horas. A luta ocorreu no episódio de 27 de fevereiro do TNA Impact!, com Spitfire retendo o título novamente. O serviço de Ash e Heather para Spitfire foi mostrado no episódio da semana seguinte, mas as duas atacaram as campeãs assim que as 24 horas terminaram, devido a uma distração de The Personal Concierge. Na semana seguinte, Ash, Heather e The Personal Concierge novamente reclamaram para Marella sobre as estipulações que haviam enfrentado. Quando os três começaram uma discussão com Spitfire, Marella interveio e ofereceu à antiga equipe outra luta pelo Campeonato Mundial de Duplas das Knockouts no Sacrifice. No entanto, seria uma luta handicap 2-contra-3, com Ash e Heather fazendo equipe com The Personal Concierge contra Spitfire.

## Resultados
| Nº                                          | Resultados | Estipulações                                                                    | Tempo |
| ------------------------------------------- | --- | ------------------------------------------------------------------------------- | ----- |
| Pré- show                                   | First Class (AJ Francis e KC Navarro) derrotou The Aztec Warriors (Laredo Kid e Octagón Jr.)                                                                                      | Luta de duplas                                                                  | 6:45  |
| 2                                           | Mance Warner (com Steph De Lander) derrotou Sami Callihan | Street Fight                                                                    | 10:47 |
| 3                                           | Tessa Blanchard derrotou Léi Ying Lee | Luta individual                                                                 | 11:14 |
| 4                                           | The Rascalz (Trey Miguel e Zachary Wentz) e Ace Austin derrotaram Wes Lee, Tyson Dupont e Tyriek Igwe                                                                             | Luta de trios                                                                   | 9:54  |
| 5                                           | Steve Maclin derrotou Frankie Kazarian | Luta individual                                                                 | 8:49  |
| 6                                           | Ash by Elegance, Heather by Elegance e The Personal Concierge derrotaram Spitfire (Dani Luna e Jody Threat) (c)                                                                   | Luta handicap 2-contra-3 pelo Campeonato Mundial de Duplas das Knockouts da TNA | 9:07  |
| 7                                           | Mustafa Ali (com Jason Hotch, John Skyler e Tasha Steelz) derrotou Mike Santana                                                                                                   | Luta individual                                                                 | 13:24 |
| 8                                           | Masha Slamovich (c) derrotou Cora Jade | Luta individual pelo Campeonato Mundial das Knockouts da TNA                    | 9:27  |
| 9                                           | Moose (c) (com Alisha Edwards) derrotou Jeff Hardy | Luta de escadas pelo Campeonato da X Division da TNA                            | 16:33 |
| 10                                          | Joe Hendry, Matt Hardy, Elijah, Leon Slater e Nic Nemeth derrotaram The System (Eddie Edwards, Brian Myers e JDC) e The Colons (Eddie Colon e Orlando Colon) (com Alisha Edwards) | Luta de quintetos em uma jaula de aço                                           | 17:02 |
| (c) – Refere-se aos campeões antes da luta. | |                                                                                 |       |